# Enrique Sanchis
Enrique Sanchis war ein französischer Hersteller von Automobilen.

## Unternehmensgeschichte
Der Spanier Enrique Sanchis gründete 1905 das Unternehmen in Paris und begann mit der Produktion von Automobilen. Der Markenname lautete Sanchis. Es gab eine Verbindung zu Pierron. 1912 endete die Produktion.

## Fahrzeuge
Das erste Modell war ein Dreirad, bei dem sich das einzelne Rad hinten befand. Rahmen und Aufbau bestanden aus Stahl. Der Motor war unter dem einzelnen Sitz in Fahrzeugmitte montiert und trieb das Hinterrad an. 1907 folgte das Modell 14 CV. 1910 standen die Kleinwagen 4 ½ CV und 10 CV im Angebot. Das Leergewicht war mit 400 kg angegeben.